# Прончейково
Прончейково (бел. Пранчэ́йкава) — деревня в Молодечненском районе Минской области Беларуси. В составе Городокского сельсовета.

## География
Прончейково находится в 25 км от Молодечно и в 55 км от Минска.

## История
После подписания Рижского мирного договора (1921) деревня оказался в составе межвоенной Польши, был образован Вилейский повет, oт 1927  Молодечненский повет Новогрудского воеводства, а с 1926 года Виленского воеводства.
До 2013 года входила в состав Холхловского сельсовета.

## Население

### Динамика
- 2012 год — 112 человек
- 1931 год — 357  жителей, 69 домов[4].
- 1921 год — 345  жителей, 61 домов[5].
- 1866 год — 185  жителей, 30 домов[6]

## Достопримечательности
- Памятник землякам. В память о 52 земляках, которые погибли в боях против немецко-фашистских захватчиков во время Великой Отечественной войны, в 1966 г. поставлен обелиск.

- Памятник подпольщикам — организаторам партизанского отряда № 620 имени И. П. Кузнецова.

На восточной окраине деревни. В декабре 1941 года политрук 229-го стрелкового полка 8-й стрелковой дивизии М. И. Грибанов и работник Радошковичского лесхоза И. Г. Дубанос ( кандидат в члены КПСС , замученный фашистами в 1942 г.) создали в деревне подпольную группу из воинов Красной Армии, которая попала в окружение, и местных жителей. 12.12.1941 г. состоялось собрание группы (15 человек). Подпольщики собирали оружие, сведения о вражеских гарнизонах в Радошковичах, Воложине, Молодечно, Ракове, Першаях. Группа М. И. Грибанова установила связь с подпольной группой (10 человек), созданной командиром Красной Армии И. П. Кузнецовым в деревне Белево Радошковичского района Вилейской области.13.04.1942 года на базе двух групп организован партизанский отряд (командир И. П. Кузнецов, начальник штаба М. И. Грибанов). Действовал на территории Воложинского района. За месяц были вооружены все партизаны. После разгрома полицейского участка в Першаях оккупанты в мае 1942 года бросили на уничтожение отряда больше 200 карателей.Партизаны перебазировались в Налибокскую пущу. Возле д. Яцково Воложинского района отряд им. И. П. Кузнецова объединился с отрядом № 620 (командир Я. З. Дук, погиб; комиссар И. П. Казак), созданном в апреле 1942 года в Заславском районе.
Объединенный отряд № 620 (с августа 1943 года им. И. П. Кузнецова) до августа 1942 года действовал самостоятельно, после в подчинении особого соединения партизанских отрядов. Командиры И. П. Кузнецов (июнь - сентябрь 1942 г., погиб), С. П. Смирнов (сентябрь - декабрь1942 г.), В. А. Гавриков(декабрь 1942 г. - январь 1944 г.), А. В. Шибин (январь - июль 1944 г.); комиссары И. П. Казак (июнь - декабрь 1942 г.), С.А. Кузнецов (декабрь 1942 г. - январь 1944 г.), Ф. Г. Сацкий (январь - июль 1944 г.). В ноябре 1942 г. партизаны разгромили немецко-полицейский гарнизон в Вишневе, провели 5 засад на шоссейных дорогах, больше 60 диверсий, уничтожили больше 30 эшелонов, взорвали больше 20 автомашин врага, 10 мостов и др. На базе особых отрядов 620-го и 621-го (позже имени В. П. Чкалова), в ноябре 1942 года создана партизанская бригада им. В. П. Чкалова.
В 1978 году в честь подпольщиков, которые создали партизанский отряд 620-й имени И. П. Кузнецова, и партизан этого отряда поставлен памятник - 2 гранитных валуна.